# Municipio de Chemax

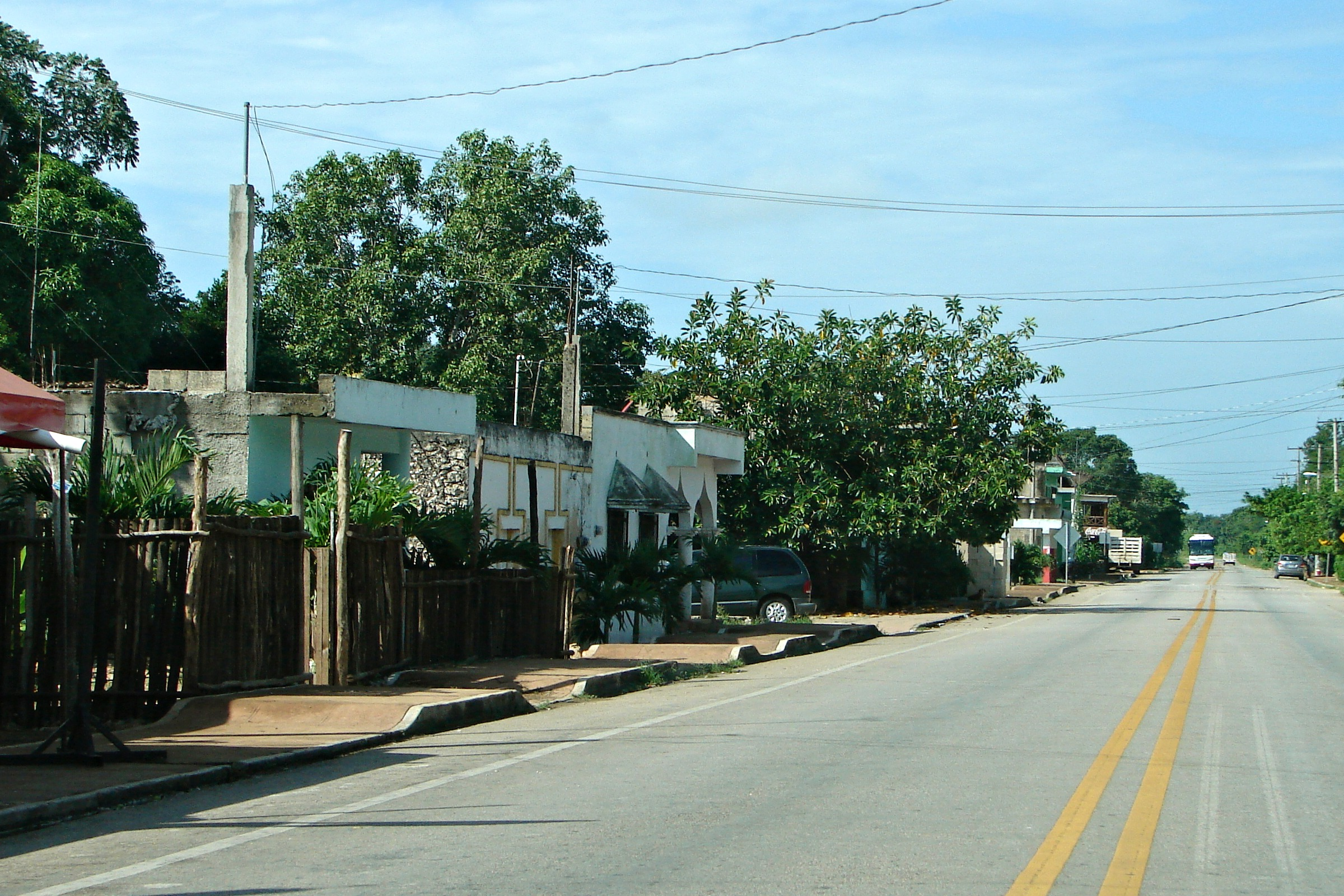
Catzin

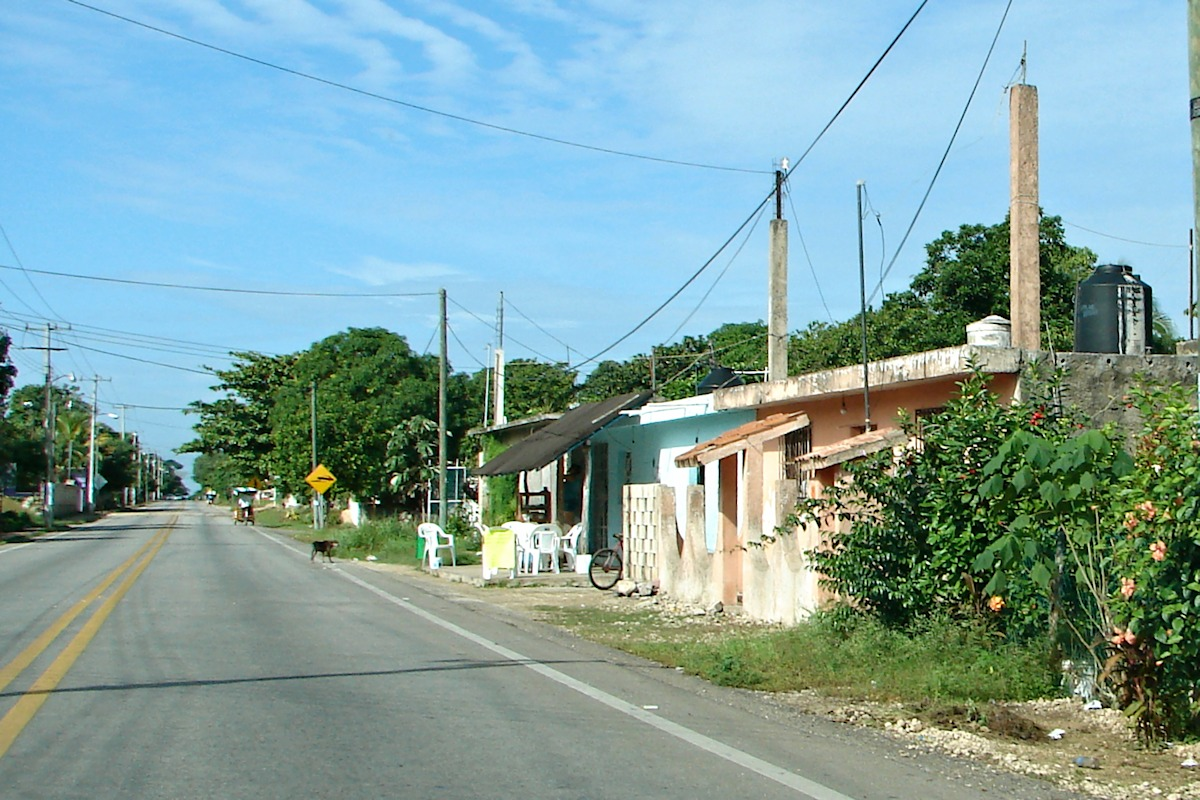
X-Can

El municipio de Chemax es uno de los 106 municipios del estado mexicano de Yucatán. Su cabecera municipal es la localidad homónima de Chemax.

## Toponimia
El nombre del municipio de Chemax, significa en lengua maya, El madero del mono, o bien, El árbol del mono, por derivarse de os vocablos Che', que significa madero (por antonomasia: árbol) y ma'ax, mono. Cabe también la interpretación etimológica de que Chemax equivale a el madero machucado, ya que la voz maax  significa machucar.

## Colindancia
El municipio de Chemax se ubica en el extremo oriente del estado de Yucatán al igual que Tizimín y limita con los siguientes municipios: al norte con Temozón y con el municipio de Tizimín, al sur con Valladolid, al oriente con el estado de Quintana Roo y al poniente también con Valladolid.

## Datos históricos
El sitio en que hoy se encuentra el pueblo de Chemax, fue un antiguo poblado maya, perteneciente al cacicazgo de los Cupules.
- 1549: Se establece una encomienda a favor de don Juan López de Mena.
- 1847: El 4 de diciembre el poblado de Chemax es atacado por indígenas sublevados durante la llamada Guerra de Castas. Poco faltó para que esta población cayera en manos de los rebeldes ya que sus defensores, encabezados por el capitán Francisco Domínguez, se hallaban prácticamente diezmados y faltos de parque. Acudió en su auxilio el capitán Fermín Irabién con tropas procedentes de Valladolid. A pesar de que la victoria fue de las fuerzas gubernamentales, dos semanas después, se ordenó un repliegue hacia Valladolid de todos los efectivos castrenses, por lo que Chemax fue abandonado por sus moradores).
- 1918: El pueblo de Chemax se vuelve cabecera del municipio del mismo nombre por acuerdo de la «Ley Orgánica de los Municipios del Estado de Yucatán». Esta ley fue expedida el 7 de enero por el entonces gobernador comandante militar general Salvador Alvarado.
- 1920: La localidad de Sisbicchén dejó de pertenecer a la jurisdicción municipal de Chemax.
- 1966: Se crea un nuevo centro de población: la unidad agrícola «San Román».

## Economía
Es un municipio principalmente dedicado a la actividad agropecuaria. Se cultiva principalmente el maíz y el frijol. También el chile, el tomate, la jícama. En la actividad pecuaria predomina la cría de bovinos y de porcinos.
Recientemente por virtud de la infraestructura carretera que se ha desarrollado y de la localización del municipio entre Valladolid y el litoral del Mar Caribe, ha ganado participación el sector turismo dentro de las actividades económicas municipales.

## Atractivos turísticos
- Monumentos históricos:
  - Iglesia (católica) en que se venera a San Antonio de Padua (siglo XVII).
  - Los templos también católicos de la Purísima Concepción y San Pedro (siglos XVI y XVII).
  - El Palacio Municipal (siglo XIX).

- Sitios arqueológicos:
  - Xalau
  - Tamba
  - Bolmay,
  - Petul
  - Sotpol
  - Xuyap
  - Poxil
  - Xcoom
  - Palabán
  - Xmaos
  - Xcan
  - Xuleb

- Fiestas populares:
  - Del 01 al 20 de junio se celebra la fiesta religiosa en honor a san Antonio de Padua, patrono del pueblo. Se presentan gremios, hay bailables populares y corridas de toros.